# Guadalupe Cussó Mendia
Guadalupe Cussó Mendia (Barcelona, 20 de març del 1915 - 2011) fou una infermera catalana que es va presentar voluntària a fronts i hospitals durant la Guerra Civil.